# Coppa Ronchetti 1991-1992
L'edizione 1991-1992 della Coppa europea Liliana Ronchetti è stata la ventunesima della seconda competizione europea per club di pallacanestro femminile organizzata dalla FIBA Europe. Si è svolta dal 2 ottobre 1991 al 18 marzo 1992.
Vi hanno partecipato quarantadue squadre. Il titolo è stato conquistato dall'Associazione Sportiva Vicenza, nella finale disputata su due gare sull'Enichem Priolo.

## Primo turno preliminare
| Squadra #1             | Totale  | Squadra #2         | Andata | Ritorno |
| ---------------------- | ------- | ------------------ | ------ | ------- |
| Humboldt Universität   | 158–171 | Södertälje         | 80–85  | 78–86   |
| Yükselis Genglik       | 123–162 | Pécsi              | 63–75  | 60–87   |
| MENT Thessaloniki      | 79–157  | Racing Paris       | 43–78  | 36–79   |
| Madeira                | 75–195  | Aix                | 46–86  | 29–109  |
| Ramat HaSharon         | 122–130 | Waregem            | 57–55  | 65–75   |
| Sparta Bertrange       | 100–155 | Lotus München      | 59–78  | 41–77   |
| Metalul Ramnicu Valcea | 144–156 | Ferencvárosi       | 89–72  | 57–83   |
| AZS Lublin             | 155–200 | Karhun Pojat       | 84–98  | 71–102  |
| Fenerbahçe             | 112–138 | Lokomotiva Kosice  | 52–75  | 60–63   |
| Concern Podolsk        | 193–130 | Sportul Studentesc | 109–67 | 84–63   |

## Secondo turno preliminare
| Squadra #1           | Totale  | Squadra #2        | Andata  | Ritorno |
| -------------------- | ------- | ----------------- | ------- | ------- |
| Södertälje           | 160–155 | USK Prague        | 81–63   | 79–92   |
| Pécs                 | 154–146 | Jedinstvo Tuzla   | 77–68   | 77–78   |
| Budapesti SE         | 119–151 | Racing Paris      | 66–82   | 53–69   |
| Spojnia              | 164–177 | Stara Zagora      | 75–73   | 89–104  |
| Aix                  | 100–157 | Ahena Cesena      | 61–77   | 39–80   |
| Panathinaikos        | 168–179 | Bari              | 81–87   | 87–92   |
| Waregem              | 110–163 | Vicenza           | 52–75   | 58–88   |
| Lotus München        | 154–167 | Vigo              | 77–84   | 77–83   |
| Ferencvárosi         | 175–194 | Zaragoza          | 120–100 | 55–94   |
| Karhun Pojat         | 160–150 | Partizan Belgrade | 86–89   | 74–61   |
| Valenciennes         | 156–155 | Ježica            | 77–65   | 79–90   |
| Budapesti EAC        | 116–128 | Lokomotiva Kosice | 75–57   | 53–59   |
| Concern Podolsk      | 156–131 | Slavia Sofia      | 79–74   | 77–57   |
| Brisaspor            | 79–222  | Enichem Priolo    | 43–111  | 36–111  |
| LKS Lodz             | 144–153 | Solna             | 76–69   | 68–84   |
| Grasshoppers Katwijk | 86–187  | Mirande           | 39–86   | 47–101  |

## Ottavi di finale

### Gruppo A
| Pos | Squadra         | G | V | P | PF  | PS  | DP  | Qualificazione        |       | ACE    | CPO   | KPO    | CVI    |
| --- | --------------- | - | - | - | --- | --- | --- | --------------------- | ----- | ------ | ----- | ------ | ------ |
| 1   | Ahena Cesena    | 6 | 5 | 1 | 508 | 429 | +79 | Qualificate ai quarti |       | —      | 92–65 | 87–65  | 72–53  |
| 2   | Concern Podolsk | 6 | 3 | 3 | 501 | 497 | +4  | Qualificate ai quarti |       | 103–99 | —     | 110–79 | 79–56  |
| 3   | Karhun Pojat    | 6 | 2 | 4 | 500 | 523 | −23 |                       |       | 83–87  | 82–78 | —      | 109–75 |
| 4   | Vigo            | 6 | 2 | 4 | 419 | 479 | −60 |                       | 60–71 | 89–66  | 86–82 | —      |        |

### Gruppo B
| Pos | Squadra            | G | V | P | PF  | PS  | DP  | Qualificazione        |       | CZA   | SZA   | BMI   | BBA   |
| --- | ------------------ | - | - | - | --- | --- | --- | --------------------- | ----- | ----- | ----- | ----- | ----- |
| 1   | CDB Zaragoza       | 6 | 4 | 2 | 436 | 377 | +59 | Qualificate ai quarti |       | —     | 91–42 | 64–75 | 65–56 |
| 2   | DZU Stara Zagora   | 6 | 4 | 2 | 470 | 450 | +20 | Qualificate ai quarti |       | 75–71 | —     | 87–64 | 97–51 |
| 3   | BAC Mirande        | 6 | 3 | 3 | 462 | 445 | +17 |                       |       | 71–74 | 78–80 | —     | 87–60 |
| 4   | Basket Puglia Bari | 6 | 1 | 5 | 400 | 496 | −96 |                       | 58–71 | 95–89 | 80–87 | —     |       |

### Gruppo C
| Pos | Squadra        | G | V | P | PF  | PS  | DP  | Qualificazione        |       | EPR   | RPA     | BSO   | PEC   |
| --- | -------------- | - | - | - | --- | --- | --- | --------------------- | ----- | ----- | ------- | ----- | ----- |
| 1   | Enichem Priolo | 6 | 5 | 1 | 504 | 410 | +94 | Qualificate ai quarti |       | —     | 73–79   | 88–63 | 91–74 |
| 2   | Racing Paris   | 6 | 4 | 2 | 514 | 457 | +57 | Qualificate ai quarti |       | 68–77 | —       | 91–78 | 95–59 |
| 3   | Södertälje     | 6 | 2 | 4 | 462 | 530 | −68 |                       |       | 60–84 | 105–103 | —     | 86–81 |
| 4   | Pécsi          | 6 | 1 | 5 | 428 | 511 | −83 |                       | 66–91 | 65–78 | 83–70   | —     |       |

### Gruppo D
| Pos | Squadra           | G | V | P | PF  | PS  | DP   | Qualificazione        |       | AVI   | USV   | BSO   | LKO   |
| --- | ----------------- | - | - | - | --- | --- | ---- | --------------------- | ----- | ----- | ----- | ----- | ----- |
| 1   | Vicenza           | 6 | 5 | 1 | 461 | 396 | +65  | Qualificate ai quarti |       | —     | 79–72 | 75–51 | 84–62 |
| 2   | Valenciennes      | 6 | 4 | 2 | 500 | 442 | +58  | Qualificate ai quarti |       | 77–61 | —     | 70–74 | 96–83 |
| 3   | Solna             | 6 | 3 | 3 | 429 | 423 | +6   |                       |       | 78–85 | 87–99 | —     | 63–45 |
| 4   | Lokomotiva Kosice | 6 | 0 | 6 | 353 | 482 | −129 |                       | 56–77 | 49–76 | 58–86 | —     |       |

## Quarti di finale
| Squadra #1      | Totale  | Squadra #2        | Andata | Ritorno |
| --------------- | ------- | ----------------- | ------ | ------- |
| Concern Podolsk | 164–168 | Zaragoza          | 96–81  | 68–87   |
| Valenciennes    | 133–144 | Libertas Trogylos | 59–70  | 74–74   |
| Stara Zagora    | 128–157 | Ahena Cesena      | 66–69  | 62–88   |
| Racing Paris    | 119–139 | Vicenza           | 68–74  | 51–65   |

## Semifinali
| Squadra #1   | Totale  | Squadra #2        | Andata | Ritorno |
| ------------ | ------- | ----------------- | ------ | ------- |
| Zaragoza     | 147–152 | Libertas Trogylos | 78–75  | 69–77   |
| Ahena Cesena | 143–151 | Vicenza           | 67–81  | 76–70   |

## Finali
| Squadra #1     | Totale  | Squadra #2 | Andata | Ritorno |
| -------------- | ------- | ---------- | ------ | ------- |
| Enichem Priolo | 136–154 | Vicenza    | 67–78  | 69–76   |